# William Cavendish, 1:e hertig av Devonshire

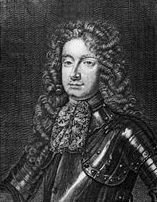
Hertigen av Devonshire

William Cavendish, 4:e earl och 1:e hertig av Devonshire född 1640, död 1707, var en brittisk adelsman och politiker. Han var son till William Cavendish, 3:e earl av Devonshire och Lady Elizabeth Cecil.
William Cavendish blev 1661 medlem av underhuset, och var från 1676 en av oppositionens främste män och yrkade bland annat på utestängande av hertigen av York från tronföljden. Vid faderns död 1684 fick han säte i överhuset men fortsatte där sin opposition och var en av de sju lorder, som 1688 inkallade Vilhelm av Oranien. Av denne upphöjdes Cavendish till hertig och var såväl under Vilhelm III och Anna av Storbritanniens regering en av de ledande männen, bland annat ständig ledamot av de tillförordnade regeringarna under kungens frånvaro. Han sista insats inom politiken var hans medverkan vid unionen mellan England och Skottland 1707.
Han blev riddare av Strumpebandsorden på order av Vilhelm III 1689. Han utnämndes också till Privy Councellor (kungligt råd) 1689. Han fungerade också som hovmarskalk mellan 1689 och 1707.
William Cavendish gifte sig 1662 med Lady Mary Butler (d. 1710), dotter till James Butler, hertig av Ormonde.

## Barn
- Lady Elizabeth Cavendish , gift med Sir John Wentworth
- William Cavendish, 2:e hertig av Devonshire (1673–1729) , gift med Rachel Russell (1673–1725)
- Lord Henry Cavendish (1673–1700) , gift med Rhoda Cartwright
- Lord James Cavendish (d. 1751) gift med Anne Yale